# مارتن لوثر (سياسي)
مارتن لوثر (بالألمانية: Martin Luther)‏ (و. 1895 – 1945 م) هو سياسي، ودبلوماسي ألماني، ولد في برلين، كان عضوًا في الحزب النازي، وكان عضوًا في كتيبة العاصفة، توفي في برلين، عن عمر يناهز 50 عاماً.